# 眉村ちあき
眉村 ちあき（まゆむら ちあき、[年齢非公開]9月12日 - ）は、日本の女性アイドル、シンガーソングライター、実業家。「弾き語りトラックメイカーアイドル」を自称する。株式会社 会社じゃないもん取締役会長。東京都出身。愛称は「ちちゃん」。

## 来歴
父親が沖縄県出身のため、小さい頃から沖縄の音楽を歌い踊ることが好きで、東方神起に憧れていたことをきっかけに中学2年生で歌手になる夢を持つ。
高校時代にBoAにハマり、SM ENTERTAINMENT JAPANのオーディションを受ける。卒業後の進路として、母親に勧められた看護学校の願書を出そうとしたが、本人は興味はなかった。当初はグループアイドルに憧れていたが、BoAのような歌って踊れるボーカリストになりたいと思い、高校卒業後、音楽の専門学校に入学した。通っていたボイストレーニングの先生に場数を踏めるからと勧められて、3人組アイドルグループ・Star-Bright★REXに「ちあき（ちーちゃん）」として加入。2015年5月10日にアキバアリーナにて初ライブを行い、グループではリーダーを務める。2016年4月、メンバーの1人が脱退し2人ユニットとなり、同年7月に活動休止することが発表された。
2016年2月11日よりソロでは「眉村ちあき」名義で活動、自身で作詞・作曲・編曲をした楽曲にてライブを始める。グループの活動休止を機にソロのシンガーソングライター・アイドルとしての活動を本格的に開始。当初は自ら作ったトラック（カラオケ）で歌っていたが、1か月後からはギターを持って弾き語りも始める。
2017年2月、松浦健志制作の映画『夢の音』主役を決定するオーディションに参加、約60名の応募の中から主人公・三上葵役として出演が決定する（2018年2月18日、完成試写会として浅草橋マンホールにて先行上映。2019年3月23日劇場公開）。8月20日に行われた「フェスボルタ宮益坂上」出演で手応えをつかみ、11月2日にタワーレコード渋谷店で行われている「南波一海のアイドル三十六房」に出演。12月10日には高円寺パンディットで吉田豪とトークライブを行い、南波・吉田を介してメディアに取り上げられる機会が増えた。12月22日、烏山区民会館にて行われた「眉村ちあき緊急記者会見」にて「株式会社 会社じゃないもん」の登記・設立を行ったことを発表。株式会社 会社じゃないもん代表取締役社長に就任。同日よりライブ会場の物販にて株券の販売も開始する。2018年2月23日には、セシオン杉並にて株主を対象に「第1回臨時株主総会」を開催。本物の株式をファンに売却するアイドルとして、2018年3月28日付の『日経MJ』にも取り上げられた。
2018年3月14日、下北沢mona recordで行われた「mona records label audition 2018」でグランプリを受賞。全国流通作品のリリースが決定した。5月25日、これまでにリリースされた『Germanium』『海苔汁』『ハタチの女 オブ アメリカ』の3枚のアルバムから選ばれた楽曲を再レコーディングしたものに、初音源化楽曲「ナックルセンス」を加えた11曲を収録した初の流通盤『目尻から水滴3個、戻る』をタワーレコード限定でリリース。6月10日（9日深夜）放送の『ゴッドタン』（テレビ東京）「このアイドル知ってんのか!? 2018」で「色んな意味でヤバイアイドル部門」第1位にランクイン。矢作兼（おぎやはぎ）からのお題「ゲロ」から即興ソングを披露、注目を集める。この番組を見たトイズファクトリーのスタッフから眉村のもとにオファーが届いた。8月4日、新宿LOFTで「眉村ちあき 2nd ワンマンライブ〜SOLD OUT 関係者席ありません〜」を行い、トイズファクトリーと仮契約したこと、2019年6月4日に新木場STUDIO COASTにてワンマンライブを行うことを明かした。11月15日、3月末より9月まで月1回ゲストライブで出演していた『金曜ブラボー。』（ニッポン放送）で最終回となる9月21日にサプライズでラジオのスタッフに向けて作った「ブラボー」が、トイズファクトリーより各配信サイトにて配信開始。11月17日、ミスiD2019に選出された。選考委員で『ゴッドタン』プロデューサーの佐久間宣行は「この賞もらわなくても自分でブレイクするだろうから別にいいかなとも思ったんですが、2018年に僕らも目撃しましたよという証拠みたいな意味での受賞」とコメントしている。12月2日、心斎橋サンホールで「眉村ちあき 初めての大阪ワンマン〜大阪スプリンクラー!〜」を行い、眉村ちあき率いる赤ちゃんバンド「眉村ちあきベイビーズ」を初披露。12月27日、「南波一海のアイドル三十六房」年忘れ!R-グランプリ 2018においてMAYUKAO（眉村ちあき×LiLii Kaona）「幻想シャーロット」が2018年R-グランプリを受賞した。
2019年1月9日に、これまでのほぼ全ての楽曲を網羅した初の全国流通盤『ぎっしり歯ぐき』をリリースした。4月から『ビットワールド』（NHK Eテレ）の歌のコーナー「マーメイドちゃんは海の底」に、レギュラーとして出演。5月7日、メジャー1stアルバム『めじゃめじゃもんじゃ』をトイズファクトリーより発売。6月4日、新木場STUDIO COASTにて『眉村ちあき 3rd ワンマンライブ〜東京湾へダイビング！〜』開催。
2020年1月5日、初のラジオレギュラー、『眉村ちあきのオギャなじかん』（文化放送）開始。1月8日、2ndアルバム『劇団オギャリズム』発売。3月21日、冠番組『眉村ちあきのアーティストと遊ぼう』がスタート（初回のみメ〜テレで放送。2回目以降はエンタメ〜テレ、dTVチャンネル、Amazon Prime Video）。眉村が新進気鋭のアーティストを招いて遊び尽くす“ドキュメントバラエティ”。12月9日、3rdアルバム『日本元気女歌手』発売。12月14日、眉村ちあき日本武道館LIVE『日本元気女歌手〜夢だけど夢じゃなかった〜』開催。
2022年2月23日、4thアルバム『ima（アイマ）』発売。4月、『Roomie Roomie!』（TOKYO FM）放送開始。水曜日と木曜日のパーソナリティを担当する。
2023年2月24日、株式会社 会社じゃないもん取締役会長に就任。5月7日、5thアルバム『SAI』発売。
2024年3月、アメリカ合衆国テキサス州オースティンで開催された複合イベント『SXSW2024』内で行われたミュージック・フェスティバルに出演。また滞在中には、4月17日リリースの配信EP『ラブソング史のはじめに』収録曲「濾過」のミュージック・ビデオ（監督：宮本杜朗）の撮影も行った。5月8日より、声帯嚢胞の切除手術と療養のため2か月間活動休止することを発表。10月27日から11月17日まで、都内5ヵ所でデビュー5周年記念ワンマンライブ『全曲眉村ちあき』を開催。11月27日には、オリジナル・アルバム『うふふ』を発売した。
2025年3月11日、アメリカ合衆国テキサス州オースティンで開催の複合イベント『SXSW2025』内で行われたショーケースライブ「TOKYO CALLING × INSPIRED BY TOKYO showcase supported by CEIPA」に出演。眉村が『SXSW』に出演するのは前年に続き2度目となる。また5月31日には、jungwooseok（元PENTAGON）とのコラボ楽曲「フライデー・ナイト・キス」を配信リリースした。

## 人物・エピソード
- 野球、柔道、バレーボール、バトントワリング等のスポーツを得意としている。
- 英語を話すことができる。
- もともと『テッド』が好きで、テッドのぬいぐるみを見つめて眉毛がかわいいことに気づき、活動名を「眉ちあき」としようとするが特に本人の眉毛が特徴的なわけでもないので、「村」をつけて「眉村」、更に本名と合わせて「眉村ちあき」とした。
- 「弾き語りトラックメイカーアイドル」を自称しており、自身の楽曲の作詞、作曲、編曲全てを行っている。楽曲は主にiPadのGarageBandを使用して制作、2018年からはMacのLogic Proを使用している。耳コピで様々なジャンルの楽曲を制作しているが、制作しているうちに原曲からはかけ離れた楽曲となることもある[6]。
- オケを使用したライブを行った際に手持無沙汰でどうしていいかわからず、ギターを弾いていれば両手がふさがる、という理由でギターを始める。ギターは練習を始めて2日で弾けるようになったという[3]。
- ライブイベントでの共演をきっかけに、同じくソロアイドルとして活動している桐原ユリ・小日向由衣・津崎真希、アイドルグループRICE-HEARTとして活動している甲子えりかと交友を深め、自身のMV「ツクツクボウシ」にも4人が出演している。また、MV「ツクツクボウシ」「どっこいトゥモロー」の撮影及び編集は甲子が行っている[32]。
- 阿佐ヶ谷家劇場の親友3人「愛称 赤ちゃんズ」眉村ちあき×小日向由衣（レジェンド）×桐原ユリ（まんぼう）で度々イベントを開催している[33]。
- 「会社じゃないもん」は眉村が90万円、阿佐ヶ谷家劇場のオーナーである「わぽ」こと石阪勝久が10万円を出資して設立[34]。総株式数5000株のうち1500株を限度に1株あたり1万円でファンに対して分譲、決算期は毎年11月で配当も予定している[10][35]。株主に吉田豪、カズレーザー、安藤なつ、鈴木おさむ、有田哲平、GAKU-MC、赤江珠緒がいる[36][37]。現在は株の譲渡を終了し、代わりに「社員証」（社畜）を公式サイトで販売している。社員限定イベント、社員優待など、様々な特典がある[38]。
- コカ・コーラのスリッパがステージ衣装で、「コカ・コ〇ラのスリッパ壊れた」という曲を作る。その後実際に日本コカ・コーラの缶コーヒー『ジョージア』のCM出演が決まった[39]。

### ライブにまつわるエピソード
- 2016年に、どついたるねんのライブを見て「バカすぎて悩みとか一気に忘れちゃって、その時に、こんなふうな元気づけ方もあるんだって思った」と感じ、これを機により自由に曲を作り始める[14]。楽曲「大阪」で「私の夢はどついたるねんと対バンすること」と歌い、後に実現した（2018年9月27日）[40]。
- 活動2年目となる2017年の目標は「どんな形でもいいので赤坂BLITZでのイベントに出演する」であったが、9月26日、イベント「BRANDWAGON‐旬なヒトら‐vol.4 in赤坂BRITZ」に出演。早々に目標を達成してしまったため、2018年8月4日に新宿LOFTでワンマンライブを行うことを決定する。会場をレンタルする際にLOFT側から「休日なので300人以上は呼べないと貸すことができない」と説明があり、当時は固定ファンは4、5人であったにもかかわらず「呼べます」と回答。無謀なチャレンジではあったが、『ゴッドタン』出演などもありタイトル通り450枚のチケットがSOLD OUTした[14]。
- 2018年2月11日、阿佐ヶ谷家劇場をレンタルしていたライブイベンターが突然のイベントキャンセル、終日空きができた阿佐ヶ谷家劇場救済のため急遽昼に2時間に及ぶワンマンライブ[41]、夜には主催イベントを敢行する[42]。
- 2018年2月14日、"シカゴ松村バンド"としてMELODIA Tokyoでデビュー・ワンマンライブを開催。通常ライブで弾いているアコースティック・ギターの他にベース、ドラム、トランペット、キーボード、リコーダー、ガット・ギターなどを自身の曲に合わせて自ら演奏する1人バンド体制でのライブを行う。
- 2018年3月3日、「眉村ちあき ジャックツアー【バスジャック編】」と題して、貸切バスの車内でライブを行いながら渋谷周辺を周回したが、最初は（専門の業者でなく）普通のバス会社に「バスジャックしたいんですけど」と問い合わせの電話を入れ、バス会社の担当者を驚かせた[43]。好評につき、4月7日には新宿、5月5日には横浜、6月17日には再度渋谷（眉村が出演した「やついフェス」当日）、8月5日にはお台場（眉村が出演を逃した「TOKYO IDOL FESTIVAL 2018」会場付近）で「バスジャック」を行っている。
- 2018年4月13日、クリトリック・リスと対バンしてから、お互いにシンパシーを感じ、1年で3回対バンした[44]。（2018年4月13日 熊谷モルタルレコード、2018年7月1日 難波ベアーズ、2019年3月15日 新宿レッドクロス）クリトリック・リスの影響でライブでサーフするようになった。
- 2018年7月23日、南波志帆を迎えてLoft Heavenで2マンライブを行ったが、オファーを出したきっかけが、かつて南波一海が眉村の第一印象を「地獄からきた南波志帆」[45]と喩えていたことから。
- 2018年10月31日、3人組Dance&Vocalグループ「玉置智明（たまちともあき）」のデビューライブを行う。眉村ちあきをフランス語に翻訳し、再度日本語変換して出てきた名前が玉置智明。メンバーはMICHIRU(♀)、TAMACHI(♀️)、SORA(♂️)。
- 地引網ライブ、バスジャックライブ、電車ジャックライブ、無人島クリスマスライブin沖ノ島など斬新な企画を次々と敢行し注目を集める[46]。2018年11月17日、実業家を評価して贈られる「ミスiD2019 家入一真賞」を受賞[47]。
- 10人ぐらいしか動員出来なかった2017年に、ゴールデンボンバーとツーマンしたいと思いメールするが、本人にまでは届かず事務所に断られる。そのことを『シブヤノオト』（NHK総合）で共演した時に伝えた所、2020年9月19日にゴールデンボンバーとのツーマンが実現した。

## ディスコグラフィ

### シングル

#### 配信限定
| 発売日         | 曲名                         |
| -------------- | ---------------------------- |
| 2018年6月25日  | なんだっけ?                  |
| 2018年6月25日  | インドのリンゴ屋さん         |
| 2018年7月8日   | ピッコロ虫                   |
| 2018年9月1日   | 本気のラブソング             |
| 2018年9月1日   | 荻窪選手権                   |
| 2018年11月15日 | ブラボー (眉村部屋MIX)       |
| 2020年6月5日   | 手を取り合うからね           |
| 2020年6月30日  | 教習所                       |
| 2020年7月22日  | 顔ドン                       |
| 2020年8月28日  | 偏差値2ダンス feat.玉屋2060% |
| 2020年9月18日  | 冒険隊 〜森の勇者〜          |
| 2021年4月14日  | この朝を生きている           |
| 2021年7月7日   | Individual                   |
| 2021年8月4日   | 悪役                         |
| 2021年9月12日  | モヒート大魔王               |
| 2021年9月18日  | 悪役（Band ver.）            |
| 2021年10月24日 | 愛でほっぺ丼                 |
| 2022年2月9日   | 告白ステップス               |
| 2022年5月30日  | マルコッパ                   |
| 2022年12月15日 | 秘密の恋 (Solo ver.)         |
| 2022年12月15日 | 秘密の恋 (Band ver.)         |
| 2023年1月23日  | ナントカザウルス             |
| 2024年2月9日   | バケモン                     |
| 2024年10月27日 | オー! サカナ!!               |
| 2025年5月31日  | フライデー・ナイト・キス     |

### 未流通盤

#### 未流通シングル
- 「A.O.」（2016年5月21日）
2016年5月21日〜同年7月のライブ限定で販売。

##### 未流通 月替わりCD-R
2016年6月から毎月CD-Rをリリース。各月内限定でライブ会場にて購入可能。
(2017年11月はアルバム"海苔汁"、2018年1月はアルバム"Germanium"発売のため月替わりCDは販売なし。)
| 発売日        | 曲名                                                              |
| ------------- | ----------------------------------------------------------------- |
| 2016年8月     | 家事                                                              |
| 2016年9月     | 死ぬのだけはやめとけ                                              |
| 2016年10月    | 依存                                                              |
| 2016年11月    | 宮城県                                                            |
| 2016年12月    | 栃木県                                                            |
| 2017年1月     | 新潟県                                                            |
| 2017年2月     | ゴミ女が書いたウタ                                                |
| 2017年3月     | FUKUOKA                                                           |
| 2017年4月     | 面会                                                              |
| 2017年5月     | ビバ☆青春☆カメ☆トマト/ピュア                                      |
| 2017年6月     | サイコパス                                                        |
| 2017年7月     | スーパーウーマンになったんだからな!                               |
| 2017年8月     | 未知なるパワー/MCマユムラ                                         |
| 2017年9月     | ちゃら(Chara)/ツクツクボウシ                                      |
| 2017年10月    | I was born in Australia./お天気お姉さん                           |
| 2017年12月    | PO/CRAYON/リアル不協和音                                          |
| 2018年2月14日 | はじめまして!/宇宙に行った副作用/宇宙に行った副作用(口上ガイド付) |
| 2018年5月     | なんだっけ?/インドのりんご屋さん                                  |
| 2018年6月     | ピッコロ虫/ゲロ(カラオケ) ※発売開始は7月5日のアイドル三十六房にて |
| 2018年8月     | 荻窪選手権/本気のラブソング                                       |

### コラボレーション作品
| タイトル                             | 発売日         | レーベル                         | 備考 |
| ------------------------------------ | -------------- | -------------------------------- | --- |
| 幻想シャーロット                     | 2018年4月      | CD-R                             | 「MAYUKAO」名義。LiLii Kaonaとのコラボレーション。                                                                                   |
| PePePeラジオのテーマソング           | 2020年3月21日  | TOY'S FACTORY                    | 「眉村ちあき＆トレンディエンジェル＆バイク川崎バイク＆舘谷春香」名義。「トレンディエンジェルのPePePeラジオ」（文化放送）のテーマ曲。 |
| 愛があれば大丈夫 （with 眉村ちあき） | 2021年01月27日 | ビクターエンタテインメント       | 広瀬香美 アルバム「歌ってみた 歌われてみた」収録。                                                                                   |
| てんてん                             | 2022年8月3日   | ソニー・ミュージックアーティスツ | 「堂島孝平 & 眉村ちあき」名義。堂島孝平アルバム「FIT」収録。                                                                         |
| サムライディスコ feat.眉村ちあき     | 2022年9月28日  | ソニーミュージック               | ザ・リーサルウェポンズ |
| Make love...（feat. 眉村ちあき）     | 2022年12月3日  |                                  | 木下百花 |

### 楽曲提供
| アーティスト        | 曲名                    | 発売日        | 備考                              |
| ------------------- | ----------------------- | ------------- | --------------------------------- |
| 津崎真希            | マッキータとサーバM長調 | 2018年3月9日  | CD-R                              |
| ももいろクローバーZ | 手紙                    | 2022年5月17日 | アルバム「祝典」収録              |
| でんぱ組.inc        | プロタゴニスト          | 2022年7月20日 | アルバム「DEMPARK!!!」収録        |
| 手越祐也            | Lover                   | 2024年1月24日 | 2nd Mini Album「絆 -KIZUNA-」収録 |

### カバー
- 栗原ゆう アルバム「ZOO」 9曲目「weekend」（2019年2月27日）
- 小日向由衣 アルバム「やっぱり夢じゃないよ?れじぇびゅーと? 小日向由衣カバー・アルバム 」 10曲目「コミニュケーション廃止」（2020年08月26日）

### 参加作品
- ウカスカジー アルバム「金色BITTER」 4曲目「Hi-Five」（2019年8月19日）※コーラスで参加[53]
- 小田原市経済部水産海浜課 水産プロモーション事業 オリジナルソング「オー! サカナ!」（2024年7月10日公開、同年10月27日配信リリース[54]）※歌唱で参加[55]。
- M1NU（ミヌ）「있잖아 (Feat. Chiaki Mayumura)」[注 5]（2025年5月）※作詞、フィーチャリング・ボーカルで参加。同楽曲のMVにも出演[56]。

### Star-Bright★REX名義

#### アルバム
- 「アプローチ!」（2016年1月29日）

## タイアップ一覧
| 曲名                       | タイアップ                                                                                                 |
| -------------------------- | --- |
| 音楽と結婚ちよ             | 映画「夢の音」主題歌                                                                                       |
| 姉に捧げる子守唄           | 映画「夢の音」劇中歌                                                                                       |
| 書き下ろし主題歌           | NON STYLE石田明 脚本、映画「クソみたいな映画」主題歌                                                       |
| えらいねー！               | 日本コカ・コーラ GEOGIA Worker’s Song 眉村ちあき・R-指定コラボ                                             |
| アハハハハ                 | 森ビル ラジオCMソング                                                                                      |
| PePePeラジオのテーマソング | 文化放送「トレンディエンジェルのPePePeラジオ」テーマソング                                                 |
| 俺たちのなかよし           | 札幌テレビ放送「熱烈！ホットサンド！」エンドテーマ曲                                                       |
| 36.8℃                      | 映画「10万分の1」挿入歌                                                                                    |
| 天才論                     | 文化放送「レコメン！」〜キミはひとりじゃない〜文化放送 受験生応援キャンペーン オリジナルキャンペーンソング |
| KARAAGE WARS               | 日本唐揚協会YouTube公式チャンネルオリジナルムービー「KARAAGE WARS」テーマソング                            |
| この朝を生きている         | TBSテレビ「はやドキ！」テーマソング                                                                        |
| 顔ドン 替え歌              | 日清食品「カップヌードルPRO」「どん兵衛PRO」TV CM                                                          |
| ？                         | CBCテレビ「メイプル超音楽」テーマソング                                                                    |
| ニーゼロニーゼロ           | 日本コカ・コーラ GEOGIA Worker’s Song TOKYO2020 眉村ちあき・Creepy Nutsコラボ                              |
| 愛でほっぺ丼               | すき家 豚丼 TV CM                                                                                          |
| シュリティカルマジック     | 三越伊勢丹「メリー・フューチャー チャンネル」                                                              |
| おまもり 〜^･ㅅ･^〜        | ベッツ・チョイス・ジャパン「セレクトバランス」CMソング                                                     |
| マルコッパ                 | TVアニメ『ちみも』OP主題歌（2022年7月よりTV東京、BS朝日ほかにて放送・配信）                                |
| 未来の僕が手を振っている   | 駿台予備学校 ミュージックビデオ                                                                            |
| 春一番                     | 伊藤園お〜いお茶新俳句大賞特別企画「ミュージッ句プロジェクト」タイアップソング                             |
| ？                         | 春華堂 八丁みそまん CMソング                                                                               |
| 未来の僕が手を振っている   | 札幌テレビ放送「ハレバレティモンディ」5月エンドテーマ                                                      |
| 凸凹                       | NEC公式 オリジナルアニメーション動画「止まらないワタシ、ススメ！」                                         |
| バケモン                   | 映画『レディ加賀』主題歌                                                                                   |
| 消えない                   | リアル脱出ゲームフェスティバル周遊コンテンツ『リアル忘れ物探偵と1万人の中に消えていった歌声』テーマソング  |
| KARAAGE WARS               | チキップダンサーズ『からあげLOVE』新テーマ発売記念ミュージックビデオ                                       |

## ライブ・イベント

### 企画・ワンマンライブ

#### 2016年
- 「あと何回企画を続けられるだろうvol.1」（2016年9月12日、阿佐ヶ谷家劇場）
- 「クラスメイト」（2016年10月6日、八王子butcher）

#### 2017年
- 「活動1周年ライブ 初めてのまともワンマンライブ」（2017年8月5日、下北沢モナレコード）
- 「眉村ちあき生誕 ジュンコ、産んでくれてありがとう」（2017年9月16日、新宿FNV）
- 「眉村ちあき presents  2マン企画 vsワトソン（どついたるねん）奇跡を見やがれ」（2017年10月26日、下北沢Laguna）
- 「次世代のニューカマーSSWアイドル眉村ちあき×吉田豪のガチトーク!〜初対面編〜」（2017年12月10日、高円寺パンディット）
- 「眉村ちあき緊急記者会見」（2017年12月22日、烏山区民会館）

#### 2018年
- 「主催が飛んだため眉村ちちゃんワンマンになっちゃうよ〜!誰か助けて〜!出演者募集全員シカトして、わたしがワンマンやります!」（2018年2月11日、阿佐ヶ谷家劇場）
- 「眉村クｯｯソイベ」（2018年2月11日、阿佐ヶ谷家劇場）
- 「眉村ちあき×MELODIA Tokyo Presents メリークリスマスシカゴ松村バンド?ワンマン」（2018年2月14日、MELODIA Tokyo）
- 「タニタニピピリウス初級編 〜眉村ちあき vs 谷さん〜」（2018年2月17日、高円寺パンディット）
- 「株式会社 会社じゃないもん 第1回 臨時株主総会」（2018年2月23日、セシオン杉並）
- 「眉村バスジャックなう （1部 タラタラの部／2部 ゲロゲロの部／3部 チキチキの部）」（2018年3月3日、渋谷）
- 「眉村バスジャックなう 新宿編 （1部 ここそこの部／2部 あそこの部／3部 お花が咲いてるの部）」（2018年4月7日、新宿）
- 「眉村ちあき 神社ジョック〜駒込妙義神社編〜（1部 げ部／2部 ぼ部）」（2018年4月22日、東京駒込妙義神社）
- 「名刺交換会」（2018年4月30日、セシオン杉並）
- 「タニタにピピリウス〜中級編〜 谷さん×眉村ちあきのヒューマンビートボックスカレー屋さん〜」（2018年4月30日、高円寺パンディット）
- 「眉村バスジャックなう 横浜編 （1部 おもらしの部／2部 朝ごはん残しちゃだめれちょの部）」（2018年5月5日、横浜）
- 「株式会社 会社じゃないもん 第2回 臨時株主総会 大阪編」（2018年6月2日、堺筋ビルAAホール）
- 「眉村ちあきのロフトヤッター!ツアー!」
  - ツアー初日 眉村ちあきfeat.シカゴ松村（2018年6月9日、下北沢SHELTER、ゲスト：工藤ちゃんのピンクローターズ）
  - 社長対談：眉村ちあき×嶺脇育夫（2018年6月16日、阿佐ヶ谷LOFT A、ゲスト：嶺脇育夫、司会：吉田豪）
  - 眉村ちあきプレゼンツ ミスak2018（アーカー）（2018年7月4日、Naked Loft、ゲスト：桐原ユリ、小日向由衣、司会：谷さん）
  - 眉村ちあきの この人と対バンしたい!（2018年7月11日、LOFT9 Shibuya、ゲスト：ライムベリー）
  - 眉村ちあき〜筏で世界一周!〜（2018年7月21日、ロフトプラスワン、ゲスト：うさぎのみみっく!!）
  - 追加公演! LOFT HEAVEN GRAND OPENING（2018年7月23日、LOFT HEAVEN、ゲスト：南波志帆）
  - エクストラ!〜そして伝説へ〜（2018年10月3日、下北沢SHELTER、ゲスト：トリプルファイヤー）
  - ロフト全店舗完全制覇!タニタニピピリウス 大阪編(2018年12月1日、Loft PlusOne West)
- 「眉村バスジャックなう ファイナル やついフェスとかぶっちゃった編（1部 ピクニックの部／2部 大人の麻布十番）」（2018年6月17日、渋谷）
- 「ウンチパーティー温座FLOOR （1部、2部）」（2018年7月8日、品川Jスクエア）
- 「タニタニピピリウス〜こちとら夏!〜」（2018年7月16日、高円寺パンディット）
- 「夏だ!海だ!眉村ちあき地引網ライブ "第1回漁業ポインティング"」（2018年7月22日、神奈川県二宮町「梅沢海岸」）
- 「眉村ちあき2ndワンマンライブ〜SOLD OUT 関係者席ありません〜」（2018年8月4日、新宿LOFT）
- 「眉村バスジャックなう リターンズ@お台場編」（2018年8月5日、お台場）
- 「眉村ちあきのロフトヤッター!ツアー打ち上げ的なやつ」（2018年8月10日、ROCK CAFE LOFT）
- 「カラオケ入っておめでとう会＆メガ誕祭a.k.a. ウンチパーティーat 品川Jスクエア」（2018年9月12日、品川Jスクエア）
- 「タニタニピピリウス〜チェキカードバトル決勝編〜」（2018年9月24日、高円寺パンディット）
- 「眉村ちあきの この人と対バンしたい!」（2018年10月1日、LOFT9 Shibuya、ゲスト：P.O.P）
- 「株式会社 会社じゃないもん 臨時株主総会 名古屋編」（2018年10月13日、オルバースビルディング名古屋）
- 「眉村ちあき チチャギントン【阪堺電車ジャック!】」（2018年10月27日、阪堺電車（大阪府））
- 「Dance＆Vocalグループ玉置智明 デビューライブ」（2018年10月31日、新宿レッドクロス）
- 「ロフトヤッター!ツアー!ロフト全店舗完全制覇! タニタニピピリウス 大阪編」（2018年12月1日、ロフトプラスワンWEST）
- 「眉村ちあき 初めての大阪ワンマン〜大阪スプリンクラー」（2018年12月2日、心斎橋サンホール）
- 「眉村ちあきpre.「第一回 無人島クリスマス」」（2018年12月8日、沖ノ（(千葉県館山市））
- 「第163回 荻窪選手権! （山梨予選）」（2018年12月15日、本栖湖スポーツセンター）
- 「株式会社会社じゃないもん創立1周年記念豪華客船パーティー!!!」（2018年12月24日、豪華客船（東京都江東区有明））
- 「スノーフェス 第2回〜第4回」（2018年12月30日、阿佐ヶ谷家劇場）

#### 2019年
- 「眉村ちあき 東阪クアトロライブ〜眉村ちあき×スーパードラゴンゲスト〜」スーパードラゴンゲスト：眉村ちあきベイビーズ（2019年1月13日、渋谷クラブクアトロ）
- 「眉村ちあき 東阪クアトロライブ〜眉村ちあき×スーパードラゴンゲスト〜」スーパードラゴンゲスト：POLYSICS（2019年1月19日、梅田クラブクアトロ）
- 「タニタニピピリウス 地べたりあん編」（2019年1月31日、新宿レッドクロス）
- 「マーティーとチョコレート劇場」（2019年2月17日、阿佐ヶ谷家劇場）
- 「株式会社 会社じゃないもん 第一回株主総会」（2019年2月17日、烏山区民センター 大ホール）
- 「毎日眉村ちあき」（2019年3月11日〜15日 ゲスト：11日Wienners、12日モーモールルギャバン、13日ひとりTOMOVSKY、14日KING BROTHERS、15日クリトリック・リス、新宿レッドクロス）
- 「第72回タニタニピピリウス」（2019年4月6日、世田谷区民会館 大ホール）
- 「全曲眉村ちあき （1部、2部）」（2019年4月7日、渋谷マウントレーニアホール）
- 「CHIAKI MAYUMURA 1st Tour めじゃめじゃもんじゃ」(大阪 4/28 OSAKA RUIDO、名古屋 4/29 APOLLO BASE、宮城 5/19 仙台spaceZero、福岡 5/25 graf)
- 「株主限定 社畜イベント」（2019年6月4日、新木場STUDIO COAST）
- 「眉村ちあき 3rd ワンマンライブ〜東京湾へダイビング！〜」（2019年6月4日、新木場STUDIO COAST）
- 「バスでマ●カーグランプリ！〜日本海をツーリング〜#怒られたら消す （1部 ドリフトの部／2部 160kmの部／3部 クラッシュの部）」（2019年6月23日、渋谷）
- 「ちちゃんに運転免許効果測定試験勉強会」（2019年6月26日、阿佐ヶ谷家劇場）
- 「タニタニピピリウス〜谷の恋バナ編〜」（2019年7月6日、LOFT9 Shibuya）
- 「タニタニピピリウス 〜小籠包食べ放題（嘘編）〜」（2019年7月25日、京都・紫明会館）
- 「第２回 #眉村ちあきRoadto免許」（2019年8月10日、阿佐ヶ谷家劇場）
- 「セントゥーでアコギ弾トゥ語トゥ」（2019年8月29日、小杉湯）
- 「軽トラ」（2019年8月30日、渋谷、新宿）
- 「眉村ちあきプロモーション会議」＆「さっき発表あったんだけど、仮免受かったよ！パーティーしよう！アコギワンマンパート58〜会議室編〜」（2019年9月1日、世田谷区民会館集会室）
- 「BIGCAT -BIGLOVE-」（2019年9月20日、大阪 BIGCAT）
- 「LIQUIDROOM -過剰なダブルピース-」（2019年10月21日、LIQUIDROOM）
- 「第23回荻窪選手権 山梨合宿」（2019年10月26日〜27日、本栖湖スポーツセンター）
- 「眉村ちあき 追加公演 －ヤッターアハハハハハハハハハハハハハハダンスら−」（2019年11月7日、渋谷WWW）
- 「ちのてきこえん！第45回 名古屋編」（2019年11月15日、ell.FITS ALL）
- 「谷ピピ夏の大乱闘！」（2019年12月4日、東京カルチャーカルチャー）
- 「広島電鉄路面電車貸切ライブ」（2019年12月22日、広島電鉄路面電車）
- 「（株）会社じゃないもん　創立2周年記念豪華船上パーティー」（2019年12月29日、豪華客船（日の出桟橋））

#### 2020年
- 「ちのてきこえん！ 第704回 渋谷編」（2020年1月13日、TSUTAYA O-EAST）
- 「社畜イベント」（2020年1月25日、世田谷区民会館）
- 「第３回 #眉村RoadTo免許」（2020年2月17日、梅ヶ丘パークホール）
- 「CHIAKI MAYUMURA 2nd Tour 劇団オギャリズム」
  - 宮城（2020年2月7日、仙台 spaceZero）
  - 札幌（2020年2月9日、札幌COLONY ）
  - 新潟（2020年2月11日、Live Hall GOLDEN PIGS）
  - 静岡（2020年2月22日、FMステージ磐田）
  - 名古屋（2020年2月23日、名古屋SPADEBOX）
  - 大阪（2020年2月24日、BANANA HALL）
- 「眉村山籠り」（2020年3月7日 - 9日）
- 「眉村ちあき初めてのアメリカライブは無観客 」（2020年3月14日、アメリカ・カンザス州＜Naka-Kon 2020＞にて無観客ライブをYouTube生配信）
- 「谷ピピエア花見 」（2020年3月22日、YouTube生配信）
- 「ライブハウスはいいぞ」（2020年4月8日、YouTube生配信）
- 「ちのてきこえん！第1回 WEB編」（2020年4月27日、ZAIKO生配信）
- 「眉村ちあきメジャーデビュー1周年記念ライブ「改名するか、しないのか」」（2020年5月7日 GYAO! 生配信）
- 「オンライン特典会」（2020年5月8日、5月10日、12月20日、WithLIVE生配信）
- 「眉村ちあきの純度100%ラジオ（ちの不定期ラジオ）」（2020年5月13日、2020年6月18日、6月27日、7月4日、7月30日、9月12日、12月24日、ツイキャス生配信）
- 「でんらいんお他にピピ」（2020年5月31日、ツイキャス生配信）
- 「新曲「手を取り合うからね」リリース記念生配信ライブ〜#眉村超多人数コーラスチャレンジ〜」（2020年6月4日、ZAIKO生配信）
- 「新曲「手を取り合うからね」リリース記念ラジオ」（2020年6月5日、ツイキャス生配信）
- 「定期公演WEB版第5億回〜#ちのてきこえん〜」（2020年6月28日、ZAIKO生配信）
- 「リモートライブでしかできないことをしろ！現実では不可能なライブ第1弾　竜宮城編」（2020年6月30日、ZAIKO配信）
- 「タニタニピピリウス〜ソディスン現場編〜」（2020年7月18日、ツイキャス生配信）
- 「夢だけど夢じゃなかった！〜眉村ちあき＆ゴールデンボンバー 配信ツーマンライブ〜」（2020年9月19日、ニコニコ生放送、ZAIKO生配信）
- 「夢だけど夢じゃなかった！〜眉村ちあき＆広瀬香美 愛があれば大丈夫！！！〜」（2020年10月11日、ニコニコ生放送、ZAIKO生配信）
- 「日本元気女歌手〜夢だけど夢じゃなかった〜」（2020年12月14日、日本武道館、ニコニコ生放送、ZAIKO生配信）
- 眉村ちあき（Chiaki Mayumura） -「顔ドン（Kao Don）」[ Official Music Video]

#### 2021年
- 「タニタニピピリウス　日本武道館のその先に待つ者編」（2021年1月17日 ツイキャス生配信）
- 「眉村ちあきの純度100%ラジオ」（2021年1月23日、1月31日、3月22日、4月4日、20日、5月14日、29日、6月17日、8月17日、11月10日、12月8日 ツイキャス生配信）
- 「眉村ちあきのモーニングルーティン」（2021年1月27日、Thumva配信）
- 「荻窪選手権〜オンラインバトル〜」（2021年2月23日、ツイキャス生配信）
- 「眉村プロモーション会議」（2021年3月30日、ツイキャス生配信）
- 「オンライン特典会」（2021年4月11日、８月9日　WithLIVE生配信）
- 「#会もんゴミ拾い選手権 」（2021年4月25日、5月23日、7月11日　各地で同時にゴミ拾い）
- 「飛び出せ！日本元気女歌手ツアー 〜ニューヨーク･パリ･ロンドン編〜」（2021年4月17日、Thumva配信）
- 「眉村ちあきメジャーデビュー2周年記念ライブ『自由に生きて、強く死ぬ！！！！！！！！！』」（2021年5月7日、YouTube配信）
- 「飛び出せ！日本元気女歌手ツアー 〜アラスカ・北極・南極・アフリカ編〜」（2021年6月24日、Thumva配信）
- 「Individualリリイベインスタライブ　#夏の音がする」（2021年7月14日 - 8月1日〈18日間〉、インスタライブ）
- 「（株）会社じゃないもんプロモーション会議〜プレゼンテーション・ヴァージョン〜」（2021年9月12日、Vimeoライブ配信）
- 「眉村ちあき大魔王生誕祭ぶち上げモヒート増し増しパーティーち100ラジオ」（2021年9月12日、YouTube配信）
- 「眉村ちあきの音楽隊」（2021年9月17日、中野サンプラザホール）
- 「ナントカサマーフェスティバル」（2021年10月24日、日比谷野外音楽堂）
- 「沼へようこそ東京編」（2021年10月28日、下北沢SHELTER）
- 「第2億3753万回記念大会 荻窪選手権 クォーターファイナル in KASHIWA」（2021年11月13日、リアクション柏）
- 「ずっとお話してみたかった☆ハピマジ＊ミラクルサイエンスエクスプロ（ゲスト・水野しず）」（2021年12月4日、新宿ロフトプラスワン、ツイキャス生配信）
- 「眉村ちあき Output ONEMAN LIVE「みーまゆCity」」（2021年12月18日、沖縄Output）
- 「豪速！眉村沖縄クルージングパ」（2021年12月19日、沖縄）
- 「ち100ラジオ出張版！クリスマスディナー」（2021年12月23日、Vimeoライブ配信）
- 「会社じゃないもん4周年記念 鬼パ♪」（2021年12月26日、豪華客船（日の出桟橋））

#### 2022年
- 「明けんこお愛でとんころリッチパーティー♪ 眉村ちあきVSでんぱ組.inc」（2022年1月10日 渋谷O-EAST、Streaming+生配信）
- 「眉村ちあきの純度100%ラジオ」（2021年1月15日、2月19日 ツイキャス生配信）
- 「（株）会社じゃないもんプロモーション会議」（2022年2月6日、Vimeoライブ生配信）
- 「バレンタインクッキング配信(嘘)」（2022年2月14日、ツイキャス生配信）
- 「インターネットサイン会」（2022年2月16日、YouTube生配信）
- 「CHIAKI MAYUMURA Tour “ima”」
  - 神奈川（2022年3月5日、F.A.D横浜）
  - 栃木（2022年3月6日、HEAVEN’S ROCK 宇都宮 VJ-2）
  - 東京（2022年3月19日、SHIBUYA CLUB QUATTRO）
  - 新潟（2022年3月20日、GOLDEN PIGS -BLACK STAGE-）
  - 静岡（2022年4月9日、LiveHouse浜松窓枠）
  - 福岡（2022年4月23日、福岡OP’S）
  - 広島（2022年4月24日、セカンドクラッチ）
  - 宮城（2022年5月6日、darwin）
  - 北海道（2022年5月8日、PLANT）
  - 埼玉（2022年5月14日、HEAVEN'S ROCK Kumagaya VJ-1）
  - 千葉（2022年5月15日、柏PALOOZA）※同日アフターパーティ
  - 東京（2022年6月2日、Zepp Haneda）
  - 名古屋（2022年7月10日、SPADE BOX(HeartLand)）
  - 兵庫（2022年7月11日、神戸チキンジョージ）※同日アフターパーティ
  - 大阪（2022年7月25日、梅田Banana Hall）

- 「じっくり話してみたかった！☆ハピマジ＊ミラクルサイエンスエクスプロージョン♪｣（ゲスト：戦慄かなの、2022年4月11日、新宿ロフトプラスワン、ツイキャス生配信）
- 「タニタニピピリウス 名古屋編 〜ツアー休憩所ということで一服したいんやケロ編〜暴飲暴食してこ編〜」（2022年7月26日、名古屋CLUB UPSET、ツイキャス生配信）
- 「弾き語りフリーライブ」（2022年7月30日、8月10日、10月23日渋谷 北谷公園）
- 「ぺろぺろぺろりん☆ハピマジ＊ミラクルサイエンスエクスプロージョン♪｣（ゲスト：木下百花 2022年8月9日、新宿ロフトプラスワン、ツイキャス生配信）
- 「ただいまバスジャッケ〜 #眉村ちあきの音楽隊ラインキューブへの道 〜」（2022年10月1日新宿、10月2日渋谷）
- 「シャシャシャ☆ハピマジ＊ミラクルサイエンスエクスプロージョン♪」（ゲスト：しばたありぼぼ（ヤバイTシャツ屋さん）2022年10月3日、新宿ロフトプラスワン、ツイキャス生配信）
- 「眉村ちあきの音楽隊 - Episode 2 -」（2022年10月30日、LINE CUBE SHIBUYA、Streaming+生配信）
- 「第2回荻窪選手権 インビジブルカップ決勝〜in BIWAKO〜」（2022年11月26日･27日、宝船温泉ファミリーキャンプ場）
- 「タニタニピピリウス忘年会！〜今日のことは全部忘れろ編〜」（2022年12月6日、渋谷LOFT9、ツイキャス生配信）
- 「会社じゃないもん祝5周年パー」（2022年12月30日、豪華客船（日の出桟橋））

#### 2023年
- 「秘密のナントカリリースパーティー東京編でやんでい」（2023年1月27日、代官山UNIT）
- 「秘密のナントカリリースパーティー大阪編でんがな」（2023年2月19日、梅田シャングリラ）
- 「眉村緊急記者会見」（2023年2月24日、東京都世田谷区烏山区民会館ホール）
- 「眉村ちあきファンミーティング〜せっかく京都に来たので歌って喋ります〜」（2023年2月26日、京都紫明会館）
- 「息継ぎ無し！大おしゃべりデトックスお茶しばき」（2023年3月17日、大阪LOFT PLUS ONE WEST）
- 「眉村ちあきの音楽隊 - Episode 3 -“列島を立ち昇る　一角獣の誘い”」（ゲスト：Dios 2023年4月23日、名古屋ダイアモンドホール）
- 「眉村ちあきの音楽隊 - Episode 3 -“列島を立ち昇る　一角獣の誘い”」（ゲスト：大森靖子 2023年4月28日、EX THEATER ROPPONGI）
- 3年越し、初のアメリカ有観客ライブを生配信！「眉村ちあきライブ in Naka-Kon 2023」（2023年5月23日、YouTube配信）
- 「タニタニピピリウス」（2023年8月29日、渋谷LOFT9、ツイキャス生配信）
- 「バビュ！★な トキメキガールズ対談☆ハピマジ＊ミラクルサイエンスエクスプロージョン♪」（ゲスト：成瀬瑛美 2023年10月9日、渋谷 LOFT 9、ツイキャス生配信）
- ｢CHIAKI MAYUMURA Tour “一切合 SAI”｣
  - 千葉（2023年5月21日、柏PALOOZA）
  - 茨城（2023年6月3日、水戸ライトハウス）
  - 栃木（2023年6月4日 、ヘブンズロック宇都宮）
  - 広島（2023年6月10日、セカンドクラッチ）
  - 山口（2023年6月11日、周南rise）
  - 新潟（2023年6月24日、GOLDEN PIGS RED）
  - 埼玉（2023年6月25日、ヘブンズロック熊谷）
  - 香川（2023年7月15日、高松DIME）
  - 大阪（2023年7月17日、BIGCAT）
  - 東京（2023年7月21日、O-EAST）
  - 宮城（2023年9月1日、仙台darwin）
  - 秋田（2023年9月2日、秋田スウィンドル）
  - 北海道（2023年9月3日、PLANT）
  - 兵庫（2023年9月16日、神戸チキンジョージ）
  - 奈良（2023年9月17日、奈良ネバーランド）
  - 京都（2023年9月18日、京都MUSE）
  - 静岡（2023年9月30日、浜松窓枠）
  - 愛知（2023年10月1日、名古屋SPADE BOX）
  - 神奈川（2023年11月24日、横浜BAYSIS）※追加公演
  - 東京都（2023年12月8日、恵比寿ザ・ガーデンホール）※追加公演

##### 2024年
- 「CHIAKI MAYUMURA 2nd Tour 劇団オギャリズム」振替公演
  - 栃木（2024年3月2日、宇都宮・HEAVENS ROCK VJ-2）
  - 広島（2024年3月23日、広島セカンド・クラッチ）
  - 福岡（2024年3月24日、 LIVEHOUSE OP's）
  - 東京（2024年4月6日、 八丈島Pot Hall ）

- 「CHIAKI MAYUMURA LIVE 2024 “LSSH”」
  - 福岡（2024年4月28日、秘密）
  - 大阪（2024年4月29日、JANUS）
  - 東京（2024年5月7日、SHIBUYA WWWX）

- 「全曲眉村ちあき」[28][58]
  - 「おアコースティック編」（10月27日、座・高円寺2）
  - 「眉村ちあきお入門編」（11月8日、下北線路街空き地）※フリーライブ
  - 「ロックンロールお嬢編」（11月12日、下北沢シャングリラ）
  - 「ラブソングお着席編」（11月15日、SHIBUYA PLEASURE PLEASURE）
  - 「ポップスのお姫編」（11月17日、GRIT at Shibuya）

## 出演

### 映画
- 夢の音（2019年3月23日公開、デジタルワークスエンターテインメント、監督：松浦健志） - 主演・三上葵 役
- 眉村ちあきのすべて（仮）（2019年11月26日公開、SPOTTED PRODUCTIONS、監督：松浦本）
- 素顔の眉村ちあき（2021年9月18日 - 20日日公開、監督：小林清美） ※K＆Mおんがくの映画祭にて上映
- ハードボイルド・レシピ（2023年12月24日公開、監督：松浦本） - 悪党専門ボディガード 役

### CM
- ソフトバンク「白戸家ミステリートレイン「新米教師（眉村ちあき）」篇（2018年12月）
- 日本コカ・コーラ「ジョージア Worker's Song」（2019年1月 - 12月） - WebCM
- KINCHO（大日本除虫菊）「コミュニケーションの達人」（2022年7月 - ） - ラジオCM

### テレビ
ドラマ
- FM999 999WOMEN'S SONGS 第7話（2021年5月17日、WOWOW） - ビジーフォーの女 役
- ペンション恋は桃色 season2（2024年2月8日、フジテレビ）

冠番組
- 眉村ちあき。 〜上には上がいるけど、私いじょうに私はいないし！〜（2019年7月21日、日テレプラス）
- 眉村ちあきのアーティストと遊ぼう（2020年3月21日 - 、メ〜テレ、CSエンタメ〜テレ、dTVチャンネル、Amazon Prime Video） - レギュラー
- 24hour 眉村ちあき〜夢だけど夢じゃなかった武道館〜（2021年2月12日、スペースシャワーTV）

レギュラー
- ビットワールド（2019年4月5日 - 2021年3月、NHK Eテレ）「マーメイドちゃんは海の底」→「マーメイドちゃんのほめROCK」[22]

準レギュラー
- ゴッドタン（テレビ東京）
  - このアイドル知ってんのか!?2018（2018年6月10日） - 色んな意味でヤバイアイドル部門1位
  - スナック眉村ちあき（2018年9月30日、11月25日、2019年4月21日、5月5日、2022年9月4日） - 眉村がスナックのママ役として客の悩みに即興ソングで背中を押す
  - 「スベりたくない!女スペシャル」（2018年11月18日） - 「スナック眉村ちあき」未放送分
  - ストイック暗記王20 後編（2019年9月22日）
  - マジ歌ライブ in さいたまスーパーアリーナ完全版SP（2020年3月29日）
- 深夜に発見!新shock感〜一度おためしください〜（2018年7月28日[59]、8月4日[60]、10月20日 - 27日、2019年5月12日 - 26日、7月7日 - 21日、9月8日 - 15日、12月1日 - 8日、2020年9月12日、2021年2月27日、テレビ東京）
- メイプル超音楽（2018年11月9日、2020年12月12日 - 12月19日、2021年1月10日 - 3月21日、4月4日、2022年3月12日、CBCテレビ、U-NEXT配信）
- うたごえプロジェクト“めをとじ”（旧：目を閉じてお聴きください）（2023年4月13日 - 27日、5月4日 - 18日、7月6日 - 27日、8月3日 - 10日、10月5日 - 26日、11月30日、12月1日 - 22日、テレビ東京）

ゲスト出演
- 有吉ジャポン（2018年7月27日、TBSテレビ）
- ててて!TV（2018年8月16日、YBSテレビ）
- 行列のできる法律相談所（2018年9月9日、日本テレビ） - 「最近気になる人を紹介」コーナーに出演
- ZOOM UP!（2018年9月10日 - 14日、2019年1月14日 - 18日、2020年1月9日、10月22日、12月2日、2021年7月21日「ぱいぱいでか美のアカデミック☆デカミックスPLUS」、2022年2月16日、MUSIC ON! TV）
- THE突破ファイル（2018年12月20日、2019年2月14日、日本テレビ）  - 回答者として
- ＋music（2019年1月22日、2020年1月21日、MBS）
- イチモニ!（2019年1月31日、2023年5月11日、HBC）
- 音力-ONCHIKA-（2019年2月1日、2020年12月11日（コメント）、2022年4月14日、読売テレビ）
- mm-TV（毎日放送（2019年2月5日 - 9日、MBS）
- おはよう朝日です（2019年2月15日、ABC） - 「トレンドエクスプレス」に出演
- 映女と音女とユリコ（2019年2月20日、7月24日（コメント）、北海道文化放送）
- Love music（2019年3月11日、5月13日、2020年3月30日、12月21日、2021年4月18日、フジテレビ）
- 有田哲平の夢なら醒めないで（2019年3月13日、TBSテレビ）
- ササシマBASE Lab.（2019年3月16日、中京テレビ）
- 本能Z（2019年3月20日、CBCテレビ）
- a-NN（2019年3月24日（コメント）、テレビ愛知）
- ZIP!（2019年5月1日、日本テレビ） - 「令和 注目アーティスト」コーナーに出演
- バズリズム02（2019年5月3日、2020年1月18日（ライブ）、日本テレビ）
- COUNT DOWN TV（2019年5月5日、TBS）
- BomberE（2019年5月8日、2020年2月5日、12月1日、2022年2月23日、3月13日、2023年5月23日、メ〜テレ）
- シューイチ（2019年5月12日、6月16日、日本テレビ）
- プレミアMelodix!（2019年5月13日（トーク＆ライブ）、2020年12月23日（ライブ）、テレビ東京）
- 音楽の日（2019年7月14日、TBS）
- シブヤノオト（2019年7月21日、9月8日、2020年2月9日（ライブ）、NHK）
- 音ドキッ！（2019年7月28日、2020年12月20日（コメント）、HBCテレビ）
- グッド!モーニング（2019年7月30日（ライブ映像）、テレビ朝日）
- 今夜くらべてみました（2019年8月28日、日本テレビ）
- ヒャダ×体育のワンルーム☆ミュージック（2019年9月10日、2021年3月16日、NHK Eテレ）
- Uta-Tube（2019年10月19日、2020年6月6日、12月23日、NHK〈中部7県〉）
- おはようコールABC（2019年10月22日（コメント出演）、2020年1月16日、ABC）
- 想い出喫茶ヒッソリー（2019年10月25日、TeNYテレビ新潟）
- BSいきものがかり（2019年11月5日、BSフジ）
- SONGS 令和の時代に響く 尾崎豊（2019年12月14日、NHK）
- H♪LINE（2020年1月24日、広島HOME TV）
- a-NN（2020年2月3日、3月14日（コメント）、テレビ愛知）
- 人生が変わる1分間の深イイ話（2020年2月10日、日本テレビ）
- 音流〜ONRYU〜（2020年2月15日、テレビ東京）
- ニノさん（2020年3月8日、日本テレビ）
- 青春讃歌（2020年8月13日、ABC）
- ヒルナンデス（2020年8月27日、9月21日（VTR）、2021年8月27日、日本テレビ）
- 熱烈!ホットサンド!（2020年10月31日、STV）
- ボイメンジャパネスク（2020年11月13日、中京テレビ）
- 音いたち（2020年11月17日（コメント）、関西テレビ）
- 関内デビル（2020年12月1日、tvk）
- 69号室の住人（2020年12月5日、TOKYO MX）
- BEATNIKS（2020年12月8日（コメント）、岩手めんこいテレビ）
- N-18 凸（2020年12月13日（コメント）、石川テレビ）
- ZIP!SUNDAY（2020年12月27日（コメント）、秋田放送）
- 拝啓、どエライ様〜はみ出し人物列伝〜（2021年2月22日（コメント）、NHK〈関西地方〉）
- はやドキ！（2021年3月29日、5月10日、TBS）
- ON THE STREET（2021年6月28日、8月14日、ABC）
- 東京03 in UNDERDOGS（2021年10月4日、10月10日、BSフジ）
- ブギウギ専務（2021年10月22日 - 11月5日、STV） - お試し社員 役
- スペシャのヨルジュウ（2022年2月14日、スペースシャワーTV）
- よんチャンTV内エンタメ情報（よんタメ）（2022年3月29日、毎日放送）
- フリースタイルティーチャー（2022年9月7日 - 21日、10月5日 - 12日（女性芸能人No.1ラッパー決定トーナメントに出場）、テレビ朝日）
- 上田と女が吠える夜（2023年1月4日、日本テレビ）
- ハラミちゃんのムチャブリ×セッション（2023年3月18日、BSJapanext）
- マッドマックスTV論破王（2023年4月26日、テレビ朝日）
- J-MELO（2023年5月14日、NHKワールド JAPAN）
- カミオト夜（2023年6月9日、読売テレビ）
- スペプラ手越〜Music Connect〜（2023年8月23日、スペースシャワーTV）
- わが家の給料広げてみた（2023年10月13日、テレビ朝日）
- ROOMIC（2023年12月3日、中京テレビ）
- 高見沢俊彦の美味しい音楽 美しいメシ（2025年1月10日、BS朝日）[61]

### ラジオ
冠番組、番組パーソナリティ
- 「眉村ちあきのにこりにこりアハハハハハハハハヤッターダンスラ」（2019年5月30日、文化放送）
- 「眉村ちあきのオギャなじかん」（2020年1月5日 - 2020年3月29日、文化放送）
- 「音楽で日本をアゲる!」（2020年4月3日、文化放送）
- 「オールナイトニッポン0(ZERO)　LIVE in smash.（眉村ちあき、川崎鷹也、ひらめ）」（2021年1月31日、ニッポン放送）
- 「眉村ちあきの8DAYS」（2021年4月26日 - 5月6日、文化放送） - CultureZ 内[62]
- 「Skyrocket Company」（2022年2月23日、TOKYO FM） - 本部長代理
- 「Roomie Roomie!」（2022年4月6日 - 2024年12月26日、TOKYO FM） - 水曜日・木曜日担当
- 「こねくと」（2023年9月5日、TBSラジオ） - MC代理
- 「明治 presents 令和きのたけ合戦にょきにょき 〜2023を制したのはどっちから」（2022年12月28日、TOKYO FM） - 野呂佳代と共演

レギュラー
- 「キャッチ!」（2020年1月28日-6月23日、e-radio FM滋賀）※毎月第4火曜日レギュラー
  - 2020年12月1日、2021年9月28日、2023年5月16日 - ゲスト出演

ゲスト出演
- 「Star-Bright☆REXのわくドキ放送局」（2016年5月 - 7月、エフエム西東京）
- 「金曜ブラボー。」（2018年3月30日、5月11日、6月8日、7月13日、8月10日、9月7日、9月21日、ニッポン放送）
- 「アフター6ジャンクション」（2018年7月2日、2023年1月23日、TBSラジオ）
- 「はみだし しゃべくりラジオ キックス」（2018年8月16日、YBSラジオ）
- 「澤本・権八のすぐに終わりますから。」（2018年9月7日 - 14日、2019年1月17日 - 24日、2023年4月3日 - 10日、TOKYO FM）
- 「Teenage Peeps」（2018年9月30日、2019年3月31日、LOVE FM）
- 「ナガオカ×スクランブル」（2018年10月18日、CBCラジオ）
- 「GOLD RUSH」（2018年12月7日、J-WAVE）
- 「Skyrocket Company」（2019年1月8日、5月7日 2020年1月7日、7月29日、TOKYO FM）
- 「ミュ〜コミ+プラス」（2019年1月8日、5月9日、12月5日、2020年7月23日、ニッポン放送）
- 「沈黙の金曜日」（2019年1月11日、FM FUJI）
- 「Blue Ocean」（2019年1月14日、TOKYO FM）
- 「K-mix RADIOKIDS」（2019年1月14日 - 17日、5月6日 - 9日、2020年1月6日 - 9日、12月7日 - 10日、K-mix）
- 「YOKOHAMA RADIO APARTMENT 「ドア開けてます!」」（2019年1月14日、2020年2月17日、FM yokohama）
- 「キラメキ ミュージック スター「キラスタ」」（2019年1月15日、FM NACK5）
- 「Music Bit」（2019年1月17日、4月24日、2020年1月16日、12月9日、FM OH!）
- 「LIFT」（2019年1月17日、2月21日、α-station）
- 「なんMEGA!」（2019年1月18日、2020年1月3日 - 31日、2022年3月8日、2023年5月19日、FM OH!）
- 「Love Yokohama」（2019年1月19日、横浜エフエム放送）
- 「U.K BEAT FLYER」（2019年1月21日、2020年1月13日、MBSラジオ）
- 「北川久仁子のbrilliant days×F」（2019年1月25日、AIR-G' FM北海道）
- 「GOGO RADIO FRIDAY」（2019年1月25日、FM NORTH WAVE）
- 「よしもとラジオ高校〜らじこー」（2019年1月29日、FM大阪）
- 「LOVE FLAP」（2019年1月30日、2020年1月15日、FM大阪）
- 「AWESOME RADIO SHOW.」（2019年2月1日、TOKYO FM）
- 「ミュージックライン」（2019年2月1日、2020年1月30日、12月9日、2022年2月25日、NHK-FM）
- 「J-HITS FLOOR」（2019年2月6日、7月3日、2020年12月14日、2023年5月20日、FM NORTH WAVE）
- 「アーティストフラッシュ」（2019年2月6日、AIR-G' FM北海道）
- 「KEIYOGINKO POWER COUNTDOWN REAL」（2019年2月9日、bayfm）
- 「ぽっぷんミーティング!」（2019年2月9日、STV）
- 「カーナビラジオ午後一番!」（2019年2月11日、HBC）
- 「WEAVERのMUSIC BELIEVER」（2019年2月17日 - 24日、JFN(FM愛媛)(FM高知・FM徳島)、2019年2月18日 - 25日JFN(FM香川)）
- 「音ドキッ!」（2019年2月17日、HBC）
- 「今日は一日“ありがとうFM50”三昧 〜ポップス編〜」（2019年3月2日、NHK-FM）
- 「FIND OUT」（2019年3月3日、ZIP-FM）
- 「muse beat」（2019年3月4日、FM愛知）
- 「GROOVE LINE」（2019年3月19日、4月16日、5月14日、6月11日、7月9日、2020年1月16日、6月30日、12月8日、2021年4月14日、2022年2月22日、9月26日、J-WAVE）
- 「PEEPS!」（2019年3月20日、24日、ZIP-FM）
- 「So Music!!」（2020年1月21日、東海ラジオ）
- 「SBS春まつり まちスタ音楽祭」（2019年3月24日、SBSラジオ）
- 「夜もニコニコ!」（2019年3月30日、KBCラジオ）
- 「Harmonic Groove!!」（2019年3月31日、AM1422ラジオ日本）
- 「大窪シゲキの9ジラジ」（2019年4月2日、4月30日、5月21日 - 28日、10月23日、12月10日 - 17日、2020年1月7日 - 8日、11月16日、2022年3月8日、広島FM）
- 「酒井直斗のラジノート」（2019年4月20日、CBCラジオ）
- 「下埜正太のショータイムレディオ」（2019年4月24日、ABCラジオ ）
- 「802 RADIO MASTERS」（2019年4月25日、2020年1月9日、2022年3月10日、2023年5月15日、FM802）
- 「エレマガラジオDX」（2019年4月30日、5月7日、[[ラジオNIKKEI|ラジオNIKKEI第1]）
- 「Young Blood」（2019年5月4日、InterFM）
- 「PUSH851」（2019年5月7日、FM大阪）
- 「赤江珠緒たまむすび」（2019年5月7日、TBSラジオ）
- 「GROOVER'S DIVE」（2019年5月7日、ZIP-FM）
- 「Memories & Discoveries」（2019年5月8日、2022年3月8日、TOKYO FM・JFN） - プレイリスト選曲、コメント
- 「Tresen」（2019年5月10日、2020年12月3日、FMヨコハマ）
- 「レコメン！」（2019年5月13日、2020年1月7日、7月21日、2022年2月28日、2023年7月4日、文化放送）
- 「四千ミルク」（2019年5月15日、2020年1月29日、FMFUJI）
- 「KISS&SMILE」（2019年5月17日、2020年1月17日、bayfm）
- 「近藤志保のDAYS!」（[2019年5月21日、[広島FM]]）
- 「TRill MUsic」（2019年5月24日、BSCラジオ）
- 「電通Bチーム渋谷支社」（2019年6月26日、渋谷のラジオ）
- 「Carry On Tuning」（2019年7月1日、FM NORTH WAVE）
- 「J3 Midnight Master Key」（2019年7月11日、2022年3月31日、FM大阪）
- 「JPスタンダード」（2019年7月13日、広島FM）
- 「musiclab」（2019年7月14日、HBCラジオ）
- 「MUSIC★J」（2019年7月18日、2020年11月17日、2021年4月17日、11月23日、2022年2月23日、2023年5月13日、STVラジオ）
- 「カーナビラジオ午後一番！」（2019年7月19日、HBCラジオ）
- 「KAT'S IN THE MORNING」（2019年8月5日、2023年5月17日、FM NORTH WAV）
- 「トレンディエンジェルのPePePeラジオ」（2019年10月12日、2020年1月4日、3月22日、8月1日、11月28日、2021年4月17日、24日、7月10日、31日、9月18日、25日、文化放送）
- 「SCHOOL OF LOCK! UNIVERSITY」（2019年12月6日、12月13日、TOKYO FM）
- 「江本一真のゴッジ」（2019年12月23日、広島FM）
- 「2019 インパクトプレイヤー大賞」（2019年12月30日、JFN系列20局＋α）
- 「Sound Alive」（2020年1月6日 - 20日、1月27日、AIR-G' FM北海道）
- 「LOVE CONNECTION」（2020年1月8日、TOKYO FM ）
- 「#FUNDAY」（2020年1月20日、FM AICHI）
- 「TWILIGHT PAVEMENT」（2020年1月21日、FM岡山）
- 「K-mix Music Spectrum」（2020年1月24日、K-mix）
- 「さおらじ」（2020年1月25日、東海ラジオ）
- 「アットイーズ」（2020年1月27日、KissFM KOBE）
- 「SPURT! FRIDAY」（2020年1月31日、α-station）
- 「推シマシ」（2020年2月6日、CBCラジオ）
- 「TASKRADIC」（2020年2月9日、BSN新潟放送）
- 「Nutty Radio Show THE魂（ソウル）」（2020年2月10日、12月1日、NACK5）
- 「Okazaki Radio Channel」（2020年2月14日、α-station）
- 「Get Up京都〜マグナム石井SHOW〜」（2020年2月16日、KBS京都）
- 「50時間特別番組「LAUGH & MUSIC RADIO」」（2020年3月31日、FM OH!）
- 「ももいろクローバーZのSUZUKIハッピー・クローバー！」（2020年4月5日、TOKYO FM/JFN38局）
- 「歌え！土曜日 Love Hits」（2020年8月1日、NHKラジオ第1）
- 「Sparkle Sparkler」（2020年8月4日、11月17日、AIR-G）
- 「sh＠re TIME」（2020年9月4日、FM沖縄）
- 「高柳明音の生まれてこの方」（2020年9月20日、ラジオ日本）
- 「酒まつりカンパイ！ラジヲ」（2020年10月10日） ※広島FMによるオンライン配信イベントに伴いYouTube LIVEでのバーチャルラジオ局として配信
- 「new normal文化祭〜音楽で日本をアゲる！SP シンガーソングライターで日本をアゲる！」（2020年11月3日、文化放送）
- 「GOGO RADIO」（2020年11月17日、2021年4月14日、2022年2月23日、2023年5月9日、FM NORTH WAVE）
- 「RAD 〜Radio All Day〜」（2020年11月17日、2021年4月19日、2022年2月22日、2023年5月23日、Date fm）
- 「After Beat 〜アフタービート〜」（2020年11月17日、2021年4月15日、2023年5月9日、HBCラジオ）
- 「SOUND GENIC」（2020年11月30日、Date fm）
- 「…Love Music」（2020年11月30日、TBCラジオ）
- 「MAGIC」（2020年12月1日、FM山形）
- 「SOUND SPLASH」（2020年12月7日、2023年5月10日、FM新潟）
- 「松原友希のアフタースクールらじお」（2020年12月11日、IBCラジオ）
- 「It's me」（2020年12月12日 - 13日、AIR-G'）
- 「KAT'S IN THE MORNING」（2020年12月17日、FMノースウェーブ）
- 「音ドキッ！R」（2020年12月19日、HBCラジオ）
- 「ラジMOTT!」（2020年12月28日、FM青森）
- 「EVENING TAP」（2020年12月29日、FM802）
- 「SCHOOL OF LOCK!」（2020年12月29日、TOKYO FM）
- 「前田裕二のゼロイチ」（2021年1月13日、ニッポン放送）
- 「スパクル!! 〜cool beats & pop life〜」（2021年4月14日、11月16日、12月1日、2022年2月23日、12月28日、2023年5月9日、AIR-G'）
- 「歌え！土曜日 Love Hits」（2021年4月24日、NHKラジオ第1）
- 「TOKYO SPEAKEASY」（2021年6月24日、TOKYO FM）
- 「LIVE KIDS BOX」（2021年10月13日、FM愛媛）
- 「One More Pint!」（2022年2月18日、NACK5）
- 「皆藤愛子の窓café〜窓辺でcafé time〜」（2022年2月20日、27日、TOKYO FM）
- 「オトナビゲーションZ」（2022年3月2日、RKBラジオ）
- 「Hyper Night Program GOW!!」（2022年3月2日、FM福岡）
- 「FAV FOUR」（2022年3月2日、12月28日、エフエム福岡）
- 「斉藤朱夏 しゅかラジ!」（2022年3月3日、エフエム福岡）
- 「OITA MAGIC HOUR」（2022年3月3日、FM大分）
- 「RADIO BUSTERS」（2022年3月3日、エフエム熊本）
- 「キャッチ!」（2022年3月8日、e-radio FM滋賀）
- 「LOVE FLAP」（2022年3月15日、FM大阪）
- 「Colors」（2022年3月17日、エフエム長崎）
- 「ミューパラ」（2022年3月17日、ABCラジオ）
- 「G.U.Mとがむしゃラジオ“α”」（2022年3月19日、26日、2023年5月27日、FM大阪）
- 「Mタウン」（2022年3月17日、MBSラジオ）
- 「ドォーモ×ラジオ」（2022年3月25日、KBCラジオ）
- 「KAT’S IN THE MORNING」（2022年6月22日、FM NORTH WAVE）
- 「THE TRAD」（2022年8月31日、TOKYO FM）
- 「ミューコミVR」（2022年9月11日、2023年1月23日7月2日、ニッポン放送）
- 「山崎怜奈の誰かに話したかったこと。」（2022年10月11日、2023年1月9日、TOKYO FM）
- 「パパラピーズのCultureZ」（2022年10月14日、文化放送）
- 「POP OF THE WORLD」（2022年10月29日、J-WAVE）
- 「カメレオンパーティー」（2023年1月15日、NACK5）
- 「OH! MY CHANNEL!」（2023年4月3日、TOKAI RADIO）
- 「MAGIC JAM」（2023年4月3日、ZIP-FM）
- 「こくみん共済 coop presents世界には歌詞があふれている。」（2023年5月7日 - 28日、TOKYO FM）
- 「JA全農COUNTDOWN JAPAN」（2023年5月13日、TOKYO FM）
- 「ナルミッツ！！！」（2023年5月16日、HBCラジオ）
- 「RAMP.」（2023年5月18日、FM山形）
- 「井上貴博 土曜日の『あ』」（2023年5月20日、TBSラジオ）
- 「RADIO COLLEGE」（2023年5月24日、Date fm）
- 「もにゅそで SUPER FLYING GIRLS」（2023年6月4日、TOKYO FM）
- 「真夜中のカルチャーBOY」（2023年6月30日、ABCラジオ）
- 「劇団サンバカーニバル」（2023年7月1日、FM FUJI）
- 「sajiのみぞ知るセカイ」（2023年9月16日 - 23日、NACK5）

### インターネット番組
- 「南波一海のアイドル三十六房」（2017年11月2日、2018年7月5日、2019年1月10日、タワレコTV）
- 「JGO 32」（2018年1月22日、DOMMUNE）
- 「矢口真里の火曜The NIGHT」（2018年5月2日、2019年4月24日、12月18日、2020年4月8日、2022年1月19日、AbemaTV）
- 「AbemaPrime」（2018年7月26日、AbemaTV）
- 「猫舌SHOWROOM「豪の部屋」」（2018年8月7日、2019年10月1日、12月24日、2021年1月5日、6月29日、SHOWROOM）
- 「スイツイ」（018年11月7日、2BuzzFeed Japan ※Twitter番組）
- 「#布教したいこと2019 」（2019年1月10日、1月17日、BuzzFeed Japan）
- 「#バズオン」（2019年5月9日、BuzzFeed Japan ※YouTube配信）
- 「頂上めし」（2019年7月2日、7月9日、2020年3月8日、3月22日、dTVチャンネル、Amazon Prime Videoチャンネル）
- 「bpm TALK & LIVE SESSION」（2020年1月25日、AbemaTV）
- 「進研ゼミ小学講座」（2020年4月21日、5月27日、[YouTube）
- 「BAR恥さらしの恥見酒」（2021年8月20日、よなよなエール / ヤッホーブルーイング公式YouTubeチャンネル）

## 書籍

### 写真集
- 「眉村ちあき、二十歳 〜夏〜 眉村ちあき写真集 + DVD vol.1」（2018年12月3日、ロフトブックス）ISBN 978-4-907929-28-2

### 新聞掲載
- 「日経MJ」（2018年3月28日）
- 「スポーツ報知」（2019年5月3日、10月22日）
- 「日刊スポーツ」（2019年5月5日、5月6日、6月23日、7月24日、8月28日）
- 「しんぶん赤旗」（2019年5月12日）
- 「西日本新聞」（2019年6月22日）
- 「上毛新聞」（2019年６月25日）
- 「新潟日報」（2019年7月1日）
- 「静岡新聞」（2019年7月2日）
- 「読売新聞」（2020年2月13日、12月9日）
- 「中日スポーツ」（2022年4月14日）

### 雑誌掲載
- 「BUBKA」（2018年4月号 2018年2月28日）
- 「B.L.T.」（2018年5月号 2018年3月24日）
- 「月刊ムー」（2018年12月号 2018年11月9日）
- 「bounce」（422号 2018年12月25日、434号 2019年12月25日）タワーレコード配布
- 「VVmagazine」（12月末号 2018年12月26日）ヴィレッジヴァンガード配布
- 「Go!Go!GUITAR」（2019年2月号 2018年12月27日）
- 「B-PASS」（2019年2月号 2018年12月27日、6月号 2019年4月27日、2020年2月号 2019年12月27日、2021年1月号 2020年11月27日、2022年4月号2022年2月26日、2023年06月号4月27日）
- 「月刊エンタメ」（2019年2月号 2018年12月30日、2019年6月号 2019年5月2日、8月号 6月28日、2020年5月号 2020年3月30日）
- 「音楽と人」（2019年2月号 2019年1月7日、6月号 5月2日、2020年2月号 2020年1月9日）
- 「サウンド・デザイナー」（2019年2月号 2019年1月9日、2020年2月号 2020年1月9日）
- 「MUSICA」（2019年2月号 2019年1月17日、6月号 5月20日、2020年2月号 2020年1月15日、2021年1月号　2020年12月16日、2022年3月号　2022年2月17日、2023年5月号 2023年4月14日）
- 「SPA!」（2019年1/29号 2019年1月22日）
- 「IDOL AND READ」（018 2019年3月13日）全28p掲載
- 「spoon.」（2019年6月号 2019年4月27日）
- 「週刊プレイボーイ」（2019年6月24日号No.25 2019年6月10日）
- 「高円寺タウンマガジン SHOW-OFF」（#075 2019年7月16日）フリーペーパー
- 「an・an」（No. 2181 2019年12月18日、No.2229 2020年12月16日）
- 「MEN'S NON-NO」（2020年4月号 2020年3月9日）
- 「東京グラフィティ」（2022年4月号 2022年3月23日）
- 「週刊少年ジャンプ」（2022年23号 2022年5月9日）
- 「文芸ラジオ」（8号　2022年6月1日）
- 「週刊文春」（2022年6月16日号　2022年6月9日）
- 「ROCKIN'ON JAPAN」（2023年6月号 2023年4月28日）